# 셴하오잉
셴하오잉(冼灝英, 영문명은 Thomas Sin, 1957년 9월 13일 ~ )은 중화인민공화국 홍콩 특별행정구의 남성 영화배우, 무예가, 영화 무술감독, 텔레비전 연기자, 가수이다.

## 생애
신장은 182cm이고 체중은 65kg이며 영국령 홍콩에서 출생하여 지난날 한때 중화인민공화국 광둥 성 광저우에서 잠시 유아기를 보낸 적이 있는 그는 1975년 무술 문파에 입문하여 사촌 형 셴린위(冼林煜, 승임욱, 아명(兒名)은 冼林旭(셴린쉬))과 함께 무술가로 활동하다가 영화 분야에 픽업되어 1983년 영화 《홍콩, 홍콩》에서 챔피언십 파이터 역(단역)으로 영화배우 데뷔하였으며 1988년 영화 《더 로맨싱 스타 2(The romancing star 2)》에 출연하였고 이 영화로 영화 무술감독으로도 데뷔하였으며 1989년 가수로도 데뷔하였고 1992년부터는 텔레비전 드라마에도 출연하기 시작하였다.

## 같이 보기
- 조 주니어
- 왕쥔탕
- 루전순
- 아이웨이
- 다이즈웨이
- 케빈 쳉
- 리찬천